# The Hand of Fate (film 1910)
The Hand of Fate è un cortometraggio muto del 1910. Il nome del regista non viene riportato nei credit del film.

## Trama
Trama di Moving Picture World synopsis in (EN)  su IMDb

## Produzione
Il film fu prodotto dalla Vitagraph Company of America.

## Distribuzione
Distribuito dalla Vitagraph Company of America, il film - un cortometraggio in una bobina - uscì nelle sale cinematografiche statunitensi il 25 marzo 1910.